# 정윤성 (축구인)
정윤성(鄭允成, 1984년 6월 1일~)은 대한민국의 전 축구 선수로서 포지션은 공격수였다. 수원 삼성 블루윙즈, 광주 상무 불사조, 경남 FC, 전남 드래곤즈 소속으로 뛰었다.